# Auchenoplax rullieri
Auchenoplax rullieri är en ringmaskart som beskrevs av Holthe 1986. Auchenoplax rullieri ingår i släktet Auchenoplax och familjen Ampharetidae. Inga underarter finns listade i Catalogue of Life.